# Emanuele Gianturco
Emanuele Gianturco (20 mars 1857, Avigliano - 10 novembre 1907, Naples), né Luca Emanuele Gianturco, est un juriste et homme politique italien.

## Biographie
Emanuele nait à Avigliano dans la province de Potenza, en 1857. Il étudie ensuite à l'université de Naples où il est diplômé en jurisprudence. Il obtient aussi un diplôme de maître de musique au Conservatoire San Pietro a Majella de Naples.
Il est nommé sous-secrétaire d’État de la Grâce et de la Justice durant le gouvernement Giolitti I du 15 mai au 22 octobre 1893. Du 10 mars 1896 au 17 septembre 1897, il est ministre de l'Instruction publique sous le gouvernement Rudini II puis le gouvernement Rudini III. Il est ensuite ministre de la Justice et de la Grâce du 18 septembre au 14 décembre 1897 puis une seconde fois durant le gouvernement Saracco I du 24 juin 1900 au 15 février 1901. Le 29 mai 1906, il est nommé ministre des Travaux publics et il le restera jusqu'au 6 novembre 1907.
Gianturco meurt à Naples le 10 novembre 1907, quatre jours après avoir été démis de ses fonctions de ministre des Travaux publics du royaume d'Italie.

## Ouvrages
Emanuele Gianturco publie également plusieurs livres dont :
- Sistema del diritto civile (Système du droit civil en français).
- (it) Istituzioni di diritto civile italiano, Firenze, Barbèra, 1904 (lire en ligne) (Institutions de droit civil en français).

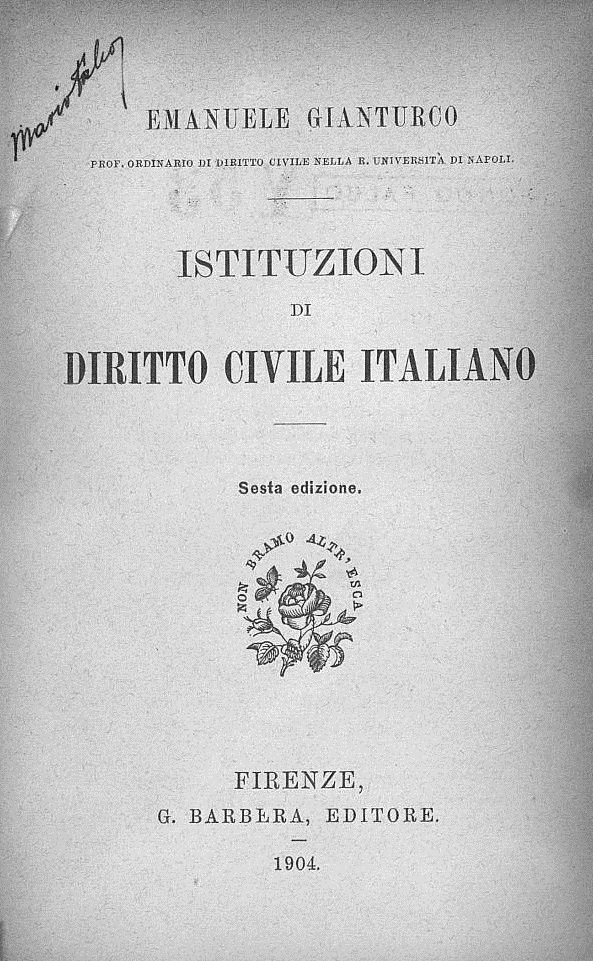
Istituzioni di diritto civile italiano, 1904.